# Шимборно
Шимборно (пол. Szymborno, нім. Schönborn) — село в Польщі, у гміні Києво-Крулевське Хелмінського повіту Куявсько-Поморського воєводства.
Населення — 212 осіб (2011).
У 1975-1998 роках село належало до Торунського воєводства.

## Демографія
Демографічна структура станом на 31 березня 2011 року:
|          | Загалом | Допрацездатний вік | Працездатний вік | Постпрацездатний вік |
| -------- | ------- | ------------------ | ---------------- | -------------------- |
| Чоловіки | 103     | 27                 | 66               | 10                   |
| Жінки    | 109     | 31                 | 62               | 16                   |
| Разом    | 212     | 58                 | 128              | 26                   |